# 尼崎市
尼崎市（日语：／ Amagasaki shi */?）是位於日本兵庫縣東南部的城市，與大阪市相鄰，人口居于兵庫縣內第四位，但人口密度為縣內最高，現為中核市和保健所政令市。南邊面向大阪灣，西鄰西宮市，北接伊丹市，東北與丰中市相鄰，東鄰大阪市。境內南部以工業區為主，因重工業密集污染嚴重，現在則有明顯改善。

## 人口
| 尼崎市人口分布圖 |                                               |  |
| 尼崎市與日本全國年齡別人口分布比較圖 （2005年資料） | 尼崎市的年齡、男女別人口分布圖 （2005年資料） |  |
| ■紫色是尼崎市 ■綠色是全国 | ■藍色是男性 ■紅色是女性                       |  |
| 尼崎市人口變化 \| 1970年 \| 553,696人 \| \| \| 1975年 \| 545,783人 \| \| \| 1980年 \| 523,650人 \| \| \| 1985年 \| 509,115人 \| \| \| 1990年 \| 498,999人 \| \| \| 1995年 \| 488,586人 \| \| \| 2000年 \| 466,187人 \| \| \| 2005年 \| 462,647人 \| \| \| 2010年 \| 453,748人 \| \| \| 2015年 \| 452,563人 \| \| \| 2020年 \| 459,593人 \| \| |                                               |  |
| 資料來源：日本總務省統計中心提供之人口普查數據 |                                               |  |
| 1970年 | 553,696人                                     |  |
| 1975年 | 545,783人                                     |  |
| 1980年 | 523,650人                                     |  |
| 1985年 | 509,115人                                     |  |
| 1990年 | 498,999人                                     |  |
| 1995年 | 488,586人                                     |  |
| 2000年 | 466,187人                                     |  |
| 2005年 | 462,647人                                     |  |
| 2010年 | 453,748人                                     |  |
| 2015年 | 452,563人                                     |  |
| 2020年 | 459,593人                                     |  |

## 歷史
關於本地最早的紀錄為8世紀時東大寺於豬名川建立的莊園豬名荘。江戶時代譜代大名戶田氏鐵封於此地，建立尼崎藩，由於緊鄰大阪，此地之後都由譜代大名負責統治。1871年廢藩置縣後，最初改設為尼崎縣，但隔年旋即併入兵庫縣。
在1889年日本實施町村制時，分屬川邊郡尼崎町、立花村、園田村、武庫郡大村、武庫村。1916年由尼崎町與立花村的大字東難波、西難波地區合併為尼崎市。1942年及1947年又併入了庄村、武庫村、立花村和園田村。

### 變遷表
| 1889年4月1日 | 1889年-1926年            | 1926年-1944年           | 1944年-1954年           | 1954年-1989年 | 1989年-現在 | 現在   |
| ------------ | ------------------------ | ----------------------- | ----------------------- | ------------- | ----------- | ------ |
| 武庫村       | 武庫村                   | 1942年2月1日 併入尼崎市 | 尼崎市                  | 尼崎市        | 尼崎市      | 尼崎市 |
| 大村         |                          | 1942年2月1日 併入尼崎市 | 尼崎市                  | 尼崎市        | 尼崎市      | 尼崎市 |
| 小田村       | 小田村                   | 1936年4月1日 尼崎市     | 尼崎市                  | 尼崎市        | 尼崎市      | 尼崎市 |
| 尼崎町       | 1916年4月1日 尼崎市      | 1936年4月1日 尼崎市     | 尼崎市                  | 尼崎市        | 尼崎市      | 尼崎市 |
| 立花村       | 1916年4月1日 尼崎市      | 1936年4月1日 尼崎市     | 尼崎市                  | 尼崎市        | 尼崎市      | 尼崎市 |
| 立花村       | 1942年2月11日 併入尼崎市 |                         | 尼崎市                  | 尼崎市        | 尼崎市      | 尼崎市 |
| 園田村       | 園田村                   | 園田村                  | 1947年3月1日 併入尼崎市 | 尼崎市        | 尼崎市      | 尼崎市 |

## 交通

### 機場
在接鄰的伊丹市及豐中市設有大阪國際機場。

### 鐵路
阪神尼崎車站為距離市中心最接近的鐵路車站。
- 西日本旅客鐵道
  - 山陽新幹線：通過轄區，但未設車站。
  - 東海道本線（JR神戶線）：（大阪市） - 尼崎車站 - 立花車站 (兵庫縣) - （西宮市→）
  - 福知山線（JR寶塚線）：（大阪市） - 尼崎車站 - 塚口車站 - 猪名寺車站 - （伊丹市→）
  - JR東西線：（大阪市） - 尼崎車站
- 阪急電鐵
  - 神戶本線：（大阪市） - 園田車站 - 塚口車站 - 武庫之荘車站（日语：武庫之荘駅） - （西宮市→）
  - 伊丹線：塚口車站 - （伊丹市）
- 阪神電氣鐵道
  - 本線：（大阪市） - 杭瀨車站 - 大物車站 - 尼崎車站 - 出屋敷車站 - 尼崎汽艇比賽場前車站 - 武庫川車站 - （尼崎市→）
  - 阪神難波線：（大阪市） - 大物車站 - 尼崎車站

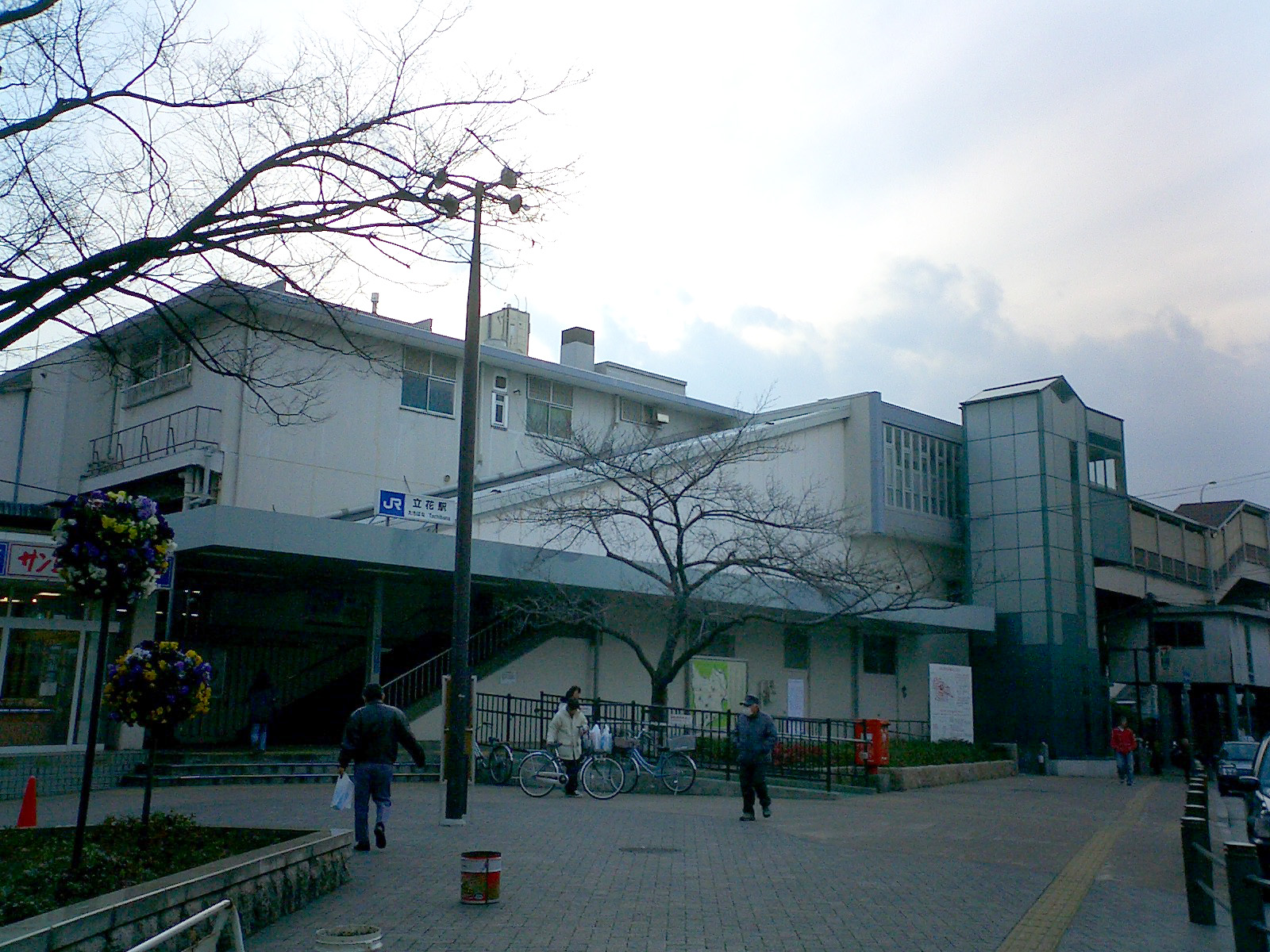
JR立花車站
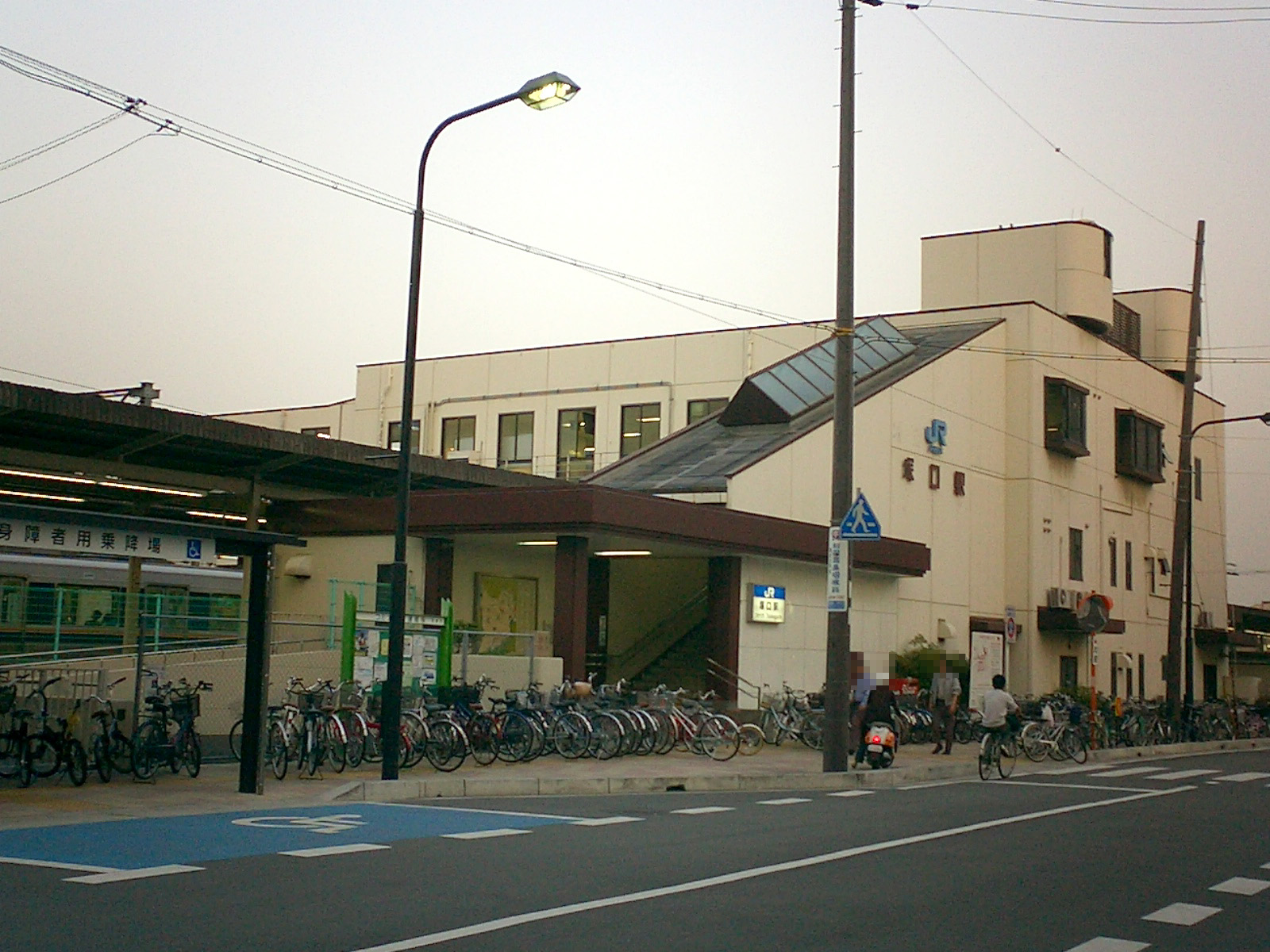
JR塚口車站
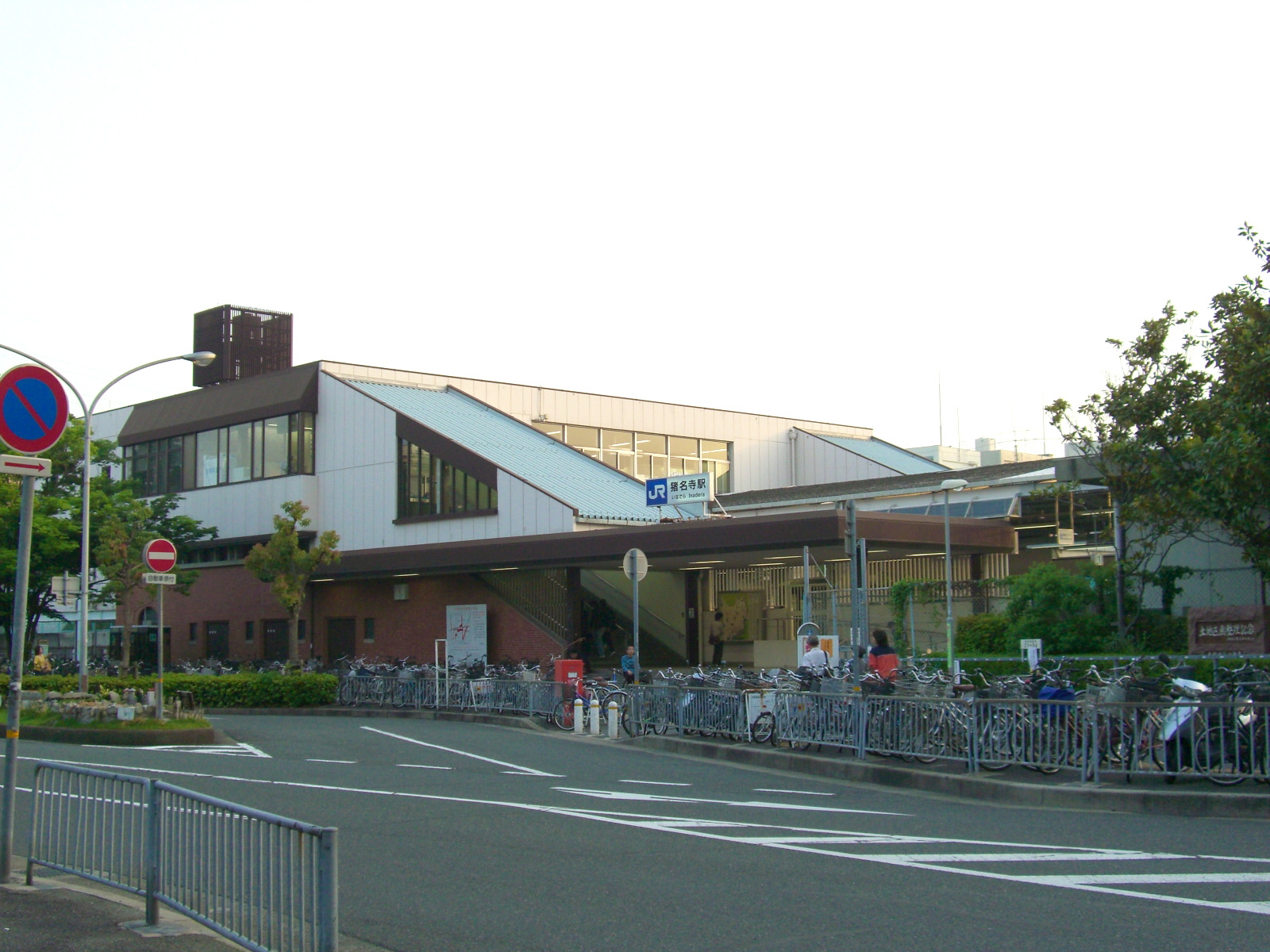
JR猪名寺車站
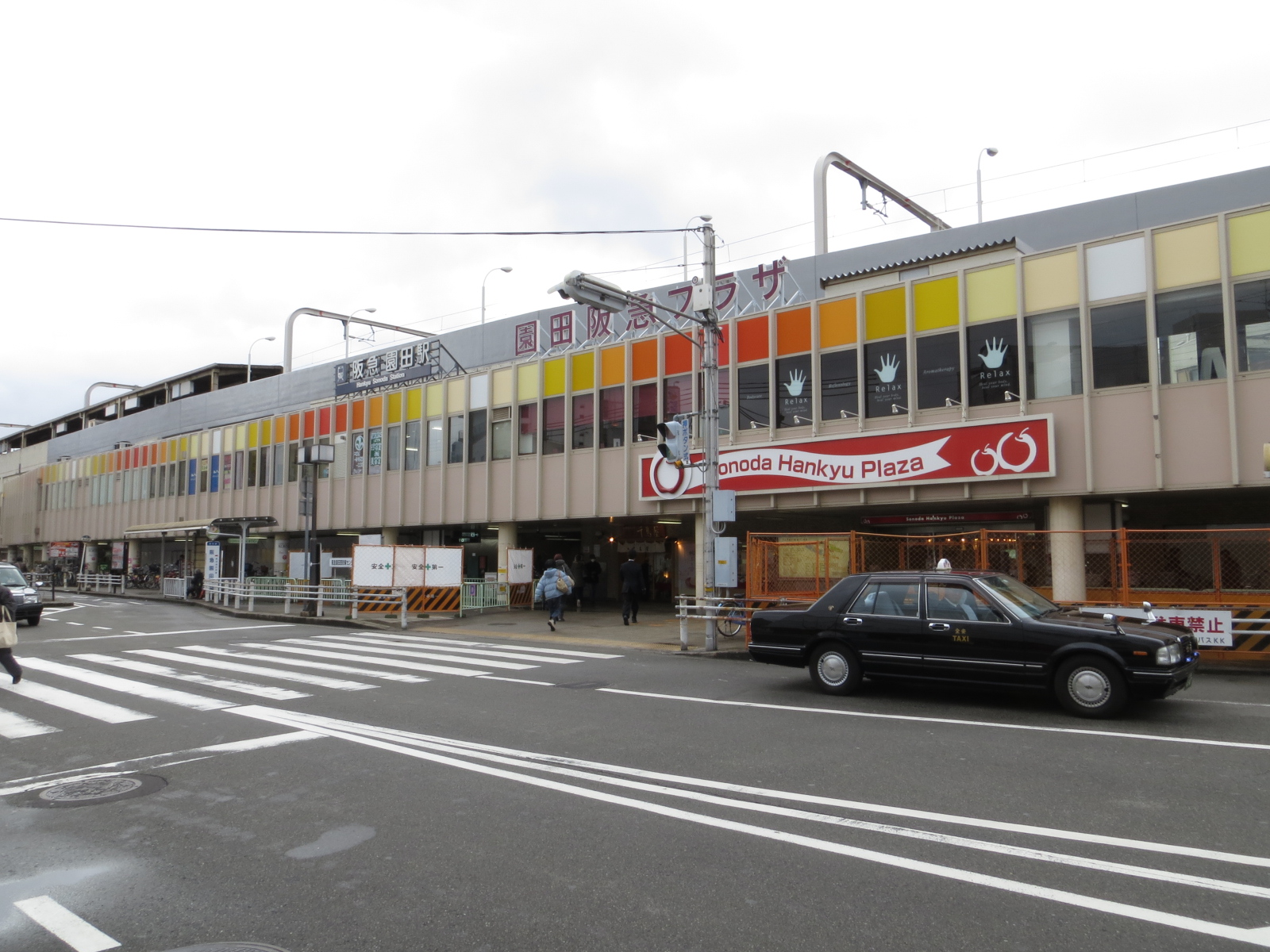
阪急電鐵園田車站
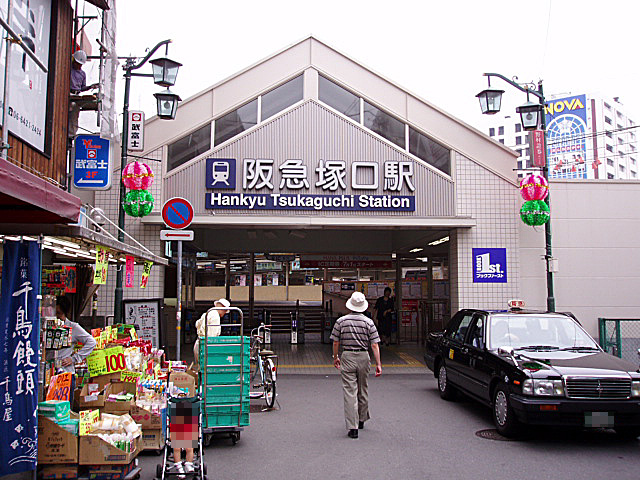
阪急電鐵
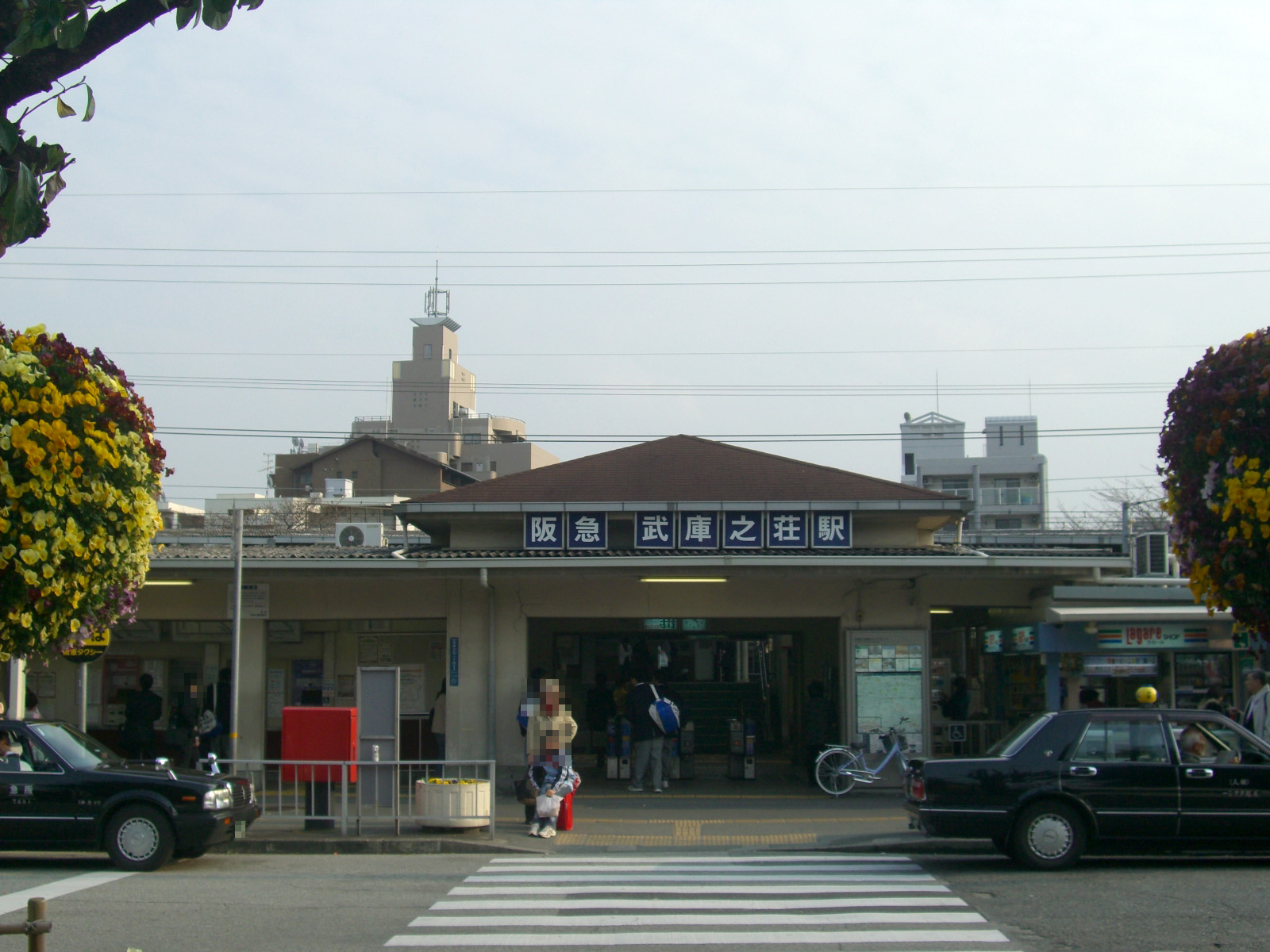
阪急電鐵武庫之荘車站
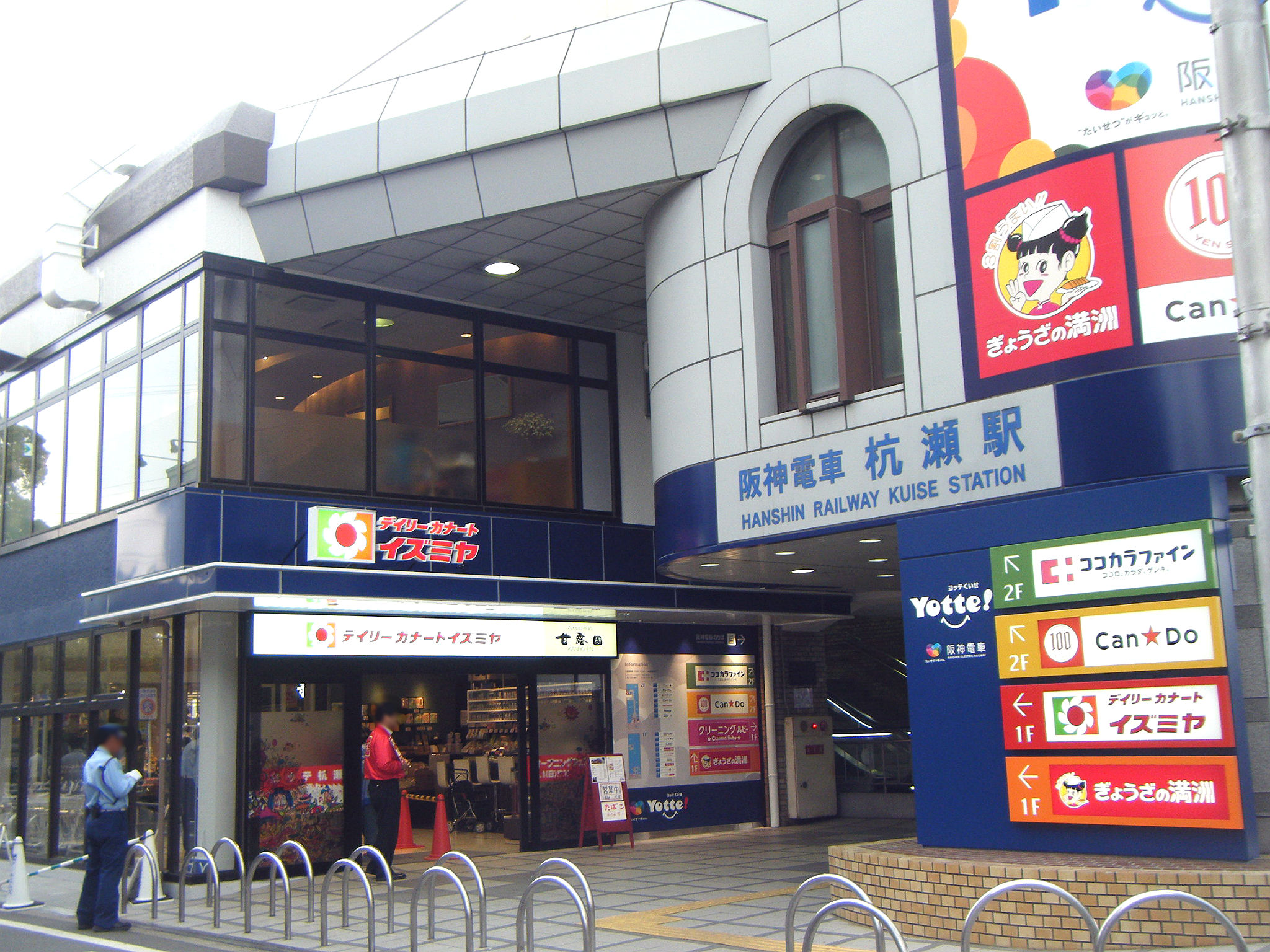
阪神電鐵杭瀨車站
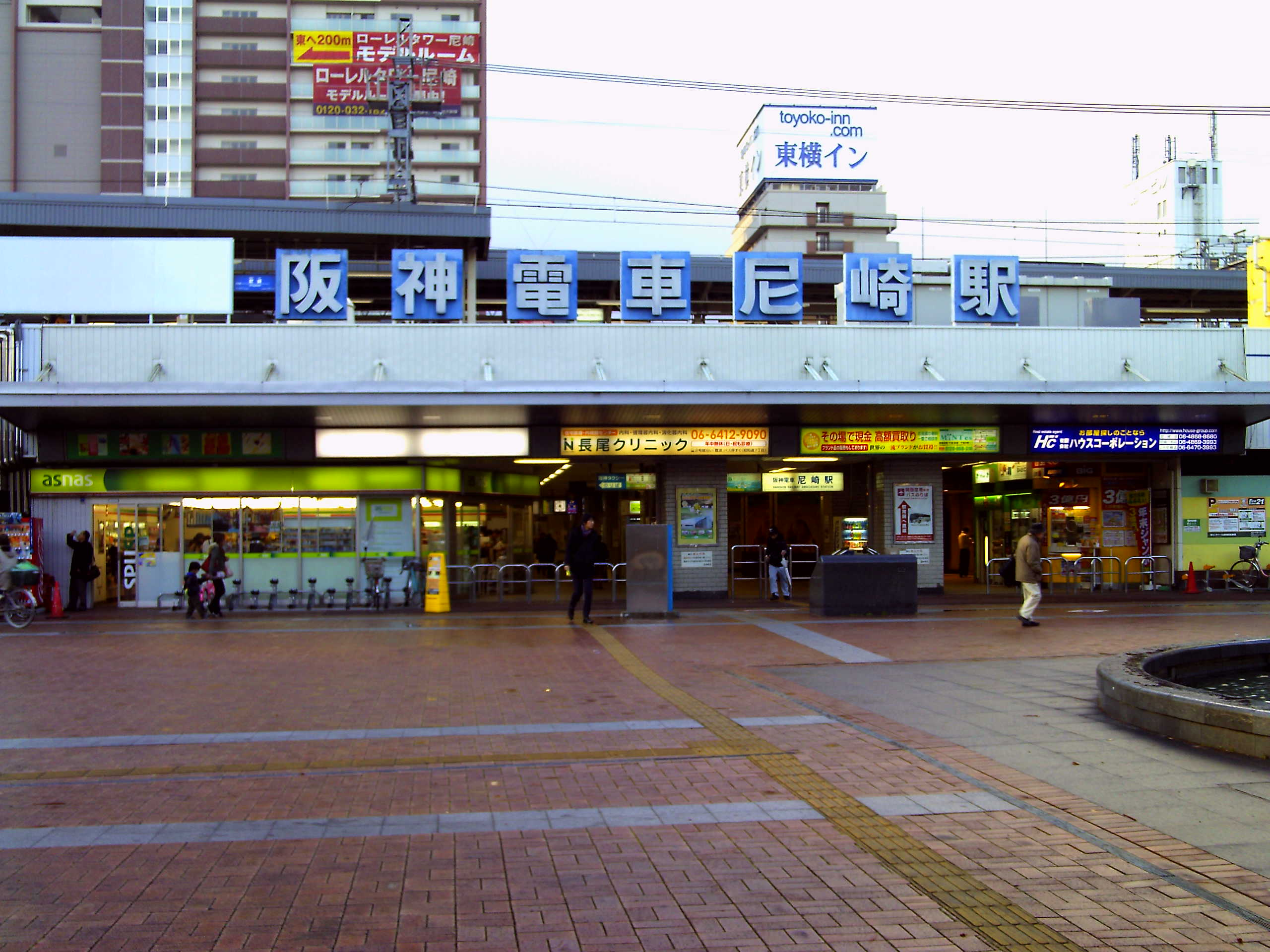
阪神電鐵尼崎車站

### 公路
- 高速道路
  - 名神高速道路：（豐中市） - 尼崎交流道 - （西宮市）
  - 阪神高速3号神戶線：（大阪市） - 尼崎東出口 - 尼崎西出入口 - （西宮市）
  - 阪神高速5号港岸線（日语：阪神高速5号湾岸線）：（大阪市） - 尼崎東海岸出入口 - 尼崎末廣出入口 - （西宮市）
- 國道
  - 國道2號
  - 國道43號
  - 國道171號（日语：国道171号）

## 觀光資源

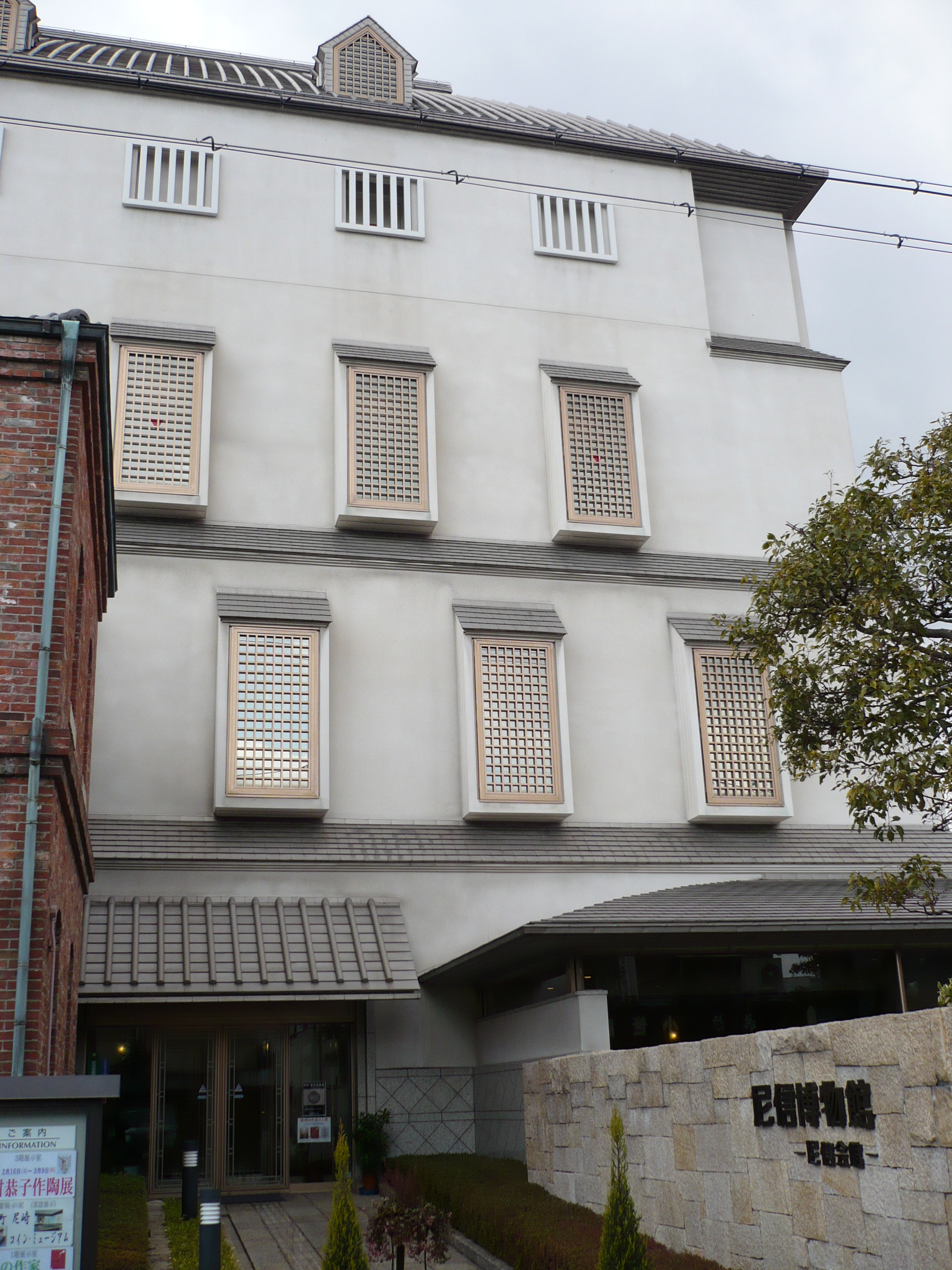
尼信博物館

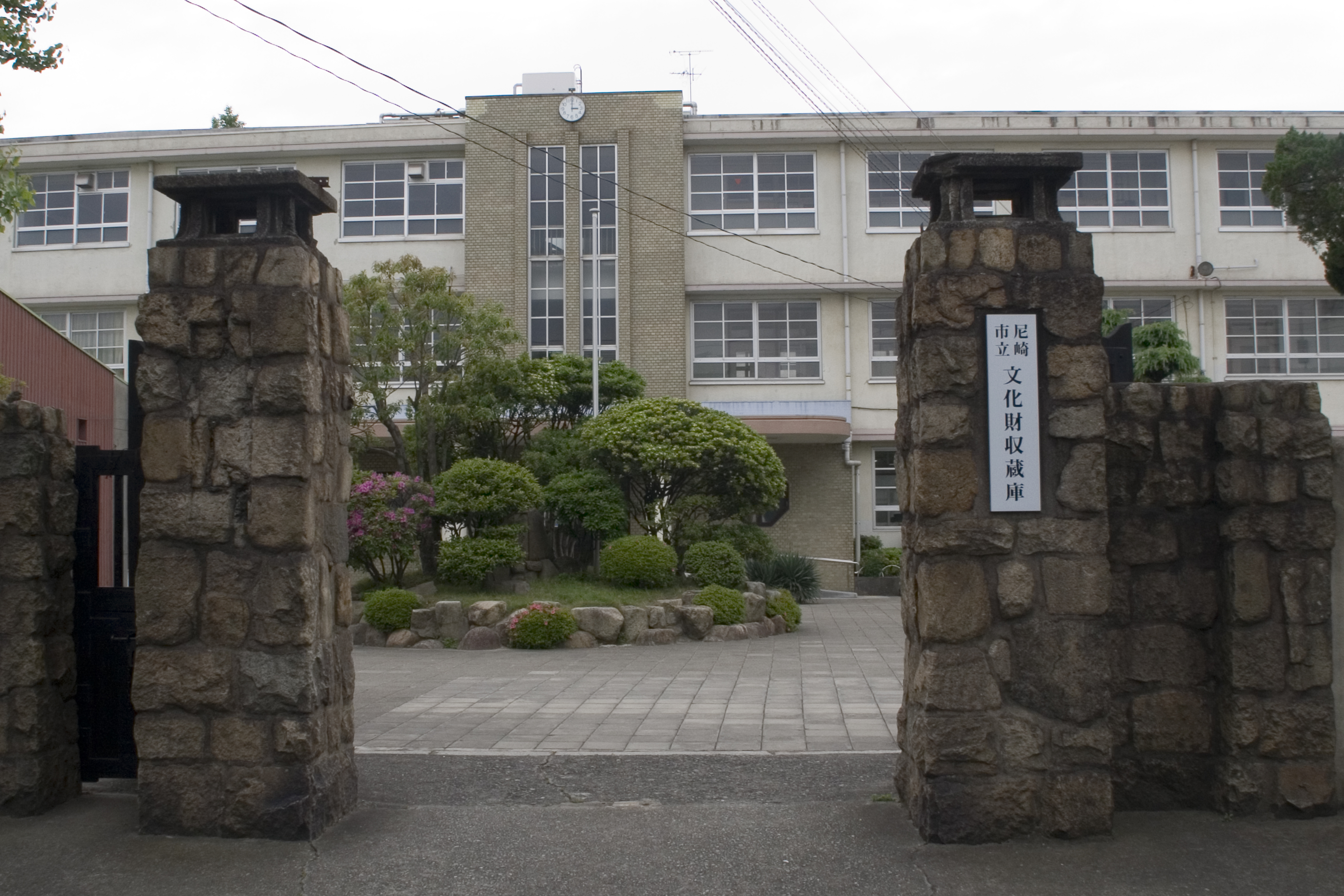
尼崎市立文化財収藏庫

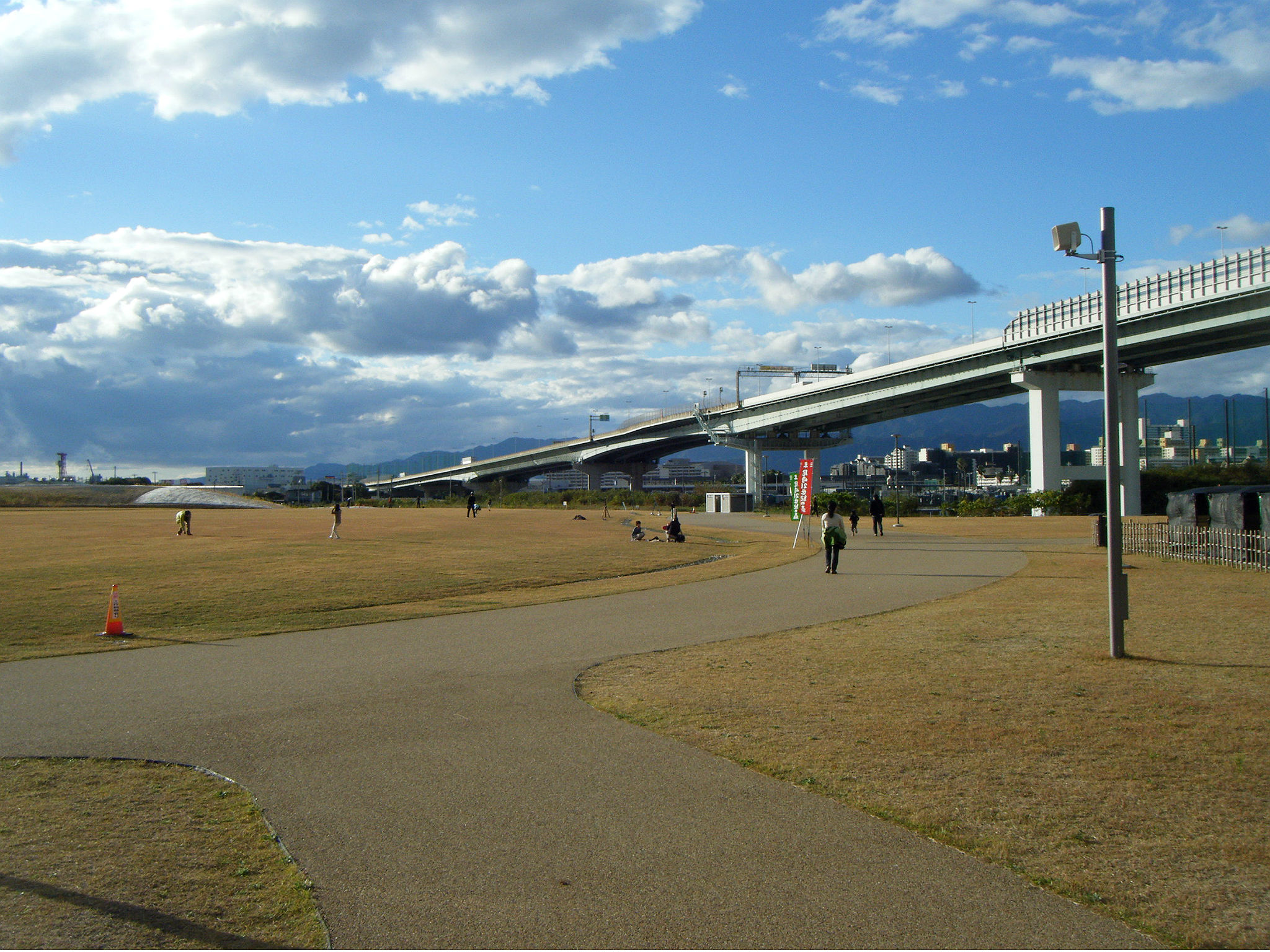
尼崎之森中央綠地

- 田能遺跡（日语：田能遺跡）：國家史跡，為彌生時代前期至古墳時代前期的遺跡。
- 尼崎城址公園
- 世界扑满博物館（日语：世界の貯金箱博物館）
- 尼信博物館（日语：尼信博物館）
- 尼崎市立文化財収藏庫（日语：尼崎市立文化財収蔵庫）
- 尼崎之森中央綠地（日语：尼崎の森中央緑地）
- 元濱綠地（日语：元浜緑地）
- 尼崎閘門（日语：尼崎閘門）

## 教育

### 大學
- 園田學園女子大學（日语：園田学園女子大学）
- 關西國際大學（日语：関西国際大学）尼崎校區

## 姊妹、友好城市

### 日本
- 香美町（兵庫縣美方郡）

### 海外
- 奧格斯堡（德國巴伐利亚施瓦本行政區）
- 鞍山市（中華人民共和國遼寧省）

## 本地出身的名人
- 上原玲奈：歌手
- 賀集利樹：演員
- 柄谷行人：哲學家
- NEEKO：模特兒、聲優
- 濱田雅功：搞笑藝人
- 平松邦夫：政治人物，第18任大阪市長
- 松本人志：搞笑藝人、導演
- 矢澤愛：漫畫家
- 尼子騷兵衛：漫畫家
- 安田章大：藝人、關西傑尼斯8成員之一
- 山下絹代：遊戲音樂作曲家及音樂製作人
- 奧大介：足球選手
- 小林可夢偉：F1車手
- 伊良部秀輝：棒球選手
- 江夏豐：棒球選手
- 金刃憲人：棒球選手
- 野間口貴彦：棒球選手
- 野本建吾：籃球選手
- 小泉萌香：聲優、演員
- 南果步：演員
- HEATH：音樂家

## 外部連結
- （日語） Web版 圖說 尼崎的歷史 （页面存档备份，存于）
- （日語） 尼崎觀光交流站 （页面存档备份，存于）